# Доктор Хто (сезон 1, 2005)
Перший сезон поновленого у 2005 році британського науково-фантастичного телесеріалу «Доктор Хто» розпочався 26 березня з серії «Роуз». Ця подія зумовила кінець 16-річної перерви в показі цього серіалу після його закриття у 1989 році, а також першу телевізійну історію «Доктора Хто» з моменту виходу однойменного телефільму у 1996 році. Проєкт був поновлений зусиллями його давнього фаната — Рассела Ті Девіса, що обговорював ідею з BBC ще з кінця 1990-х. Перший сезон складався з 13 серій, 8 з яких написав сам Девіс. Він, Джулі Ґарднер і Мел Янґ виступили виконавчими продюсерами, а Філ Коллінсон — продюсером. Фінальна серія «Роздоріжжя» була показана 18 червня 2005 року.
Серіал розповідає про таємничого Доктора — іншопланетянина (раси Володарів Часу) і мандрівника у часі. Він володіє космічним кораблем TARDIS, що зовні виглядає як поліцейська будка зразка 1950-х років, а всередині набагато більший. Доктор подорожує в часі зі своїми супутниками та рятує всіх від небезпек — від маленьких дослідницьких груп до цілих цивілізацій. Особливістю раси головного героя є регенерація. Після отримання смертельних ран він здатен оновити всі клітини свого тіла і здобути нову зовнішність, поведінку і смак.
Конкретно цей сезон представляє дев'яте втілення Доктора у виконанні Крістофера Екклстона. Його постійною супутницею є британка Роуз Тайлер (Біллі Пайпер), з якою він випадково зустрівся. Також впродовж сезону з'являються тимчасові супутники Доктора — хлопець-геній Адам Мітчелл (Бруно Ленґлі) та капітан Джек Гаркнесс (Джон Барроумен) з LI століття. Серіал 2005 року не є перезапуском, а продовженням класичного «Доктора Хто», проте деяка частина подій залишається не розказаною. Наприклад, персонажі згадують Війну Часу, внаслідок якої Доктор ідентифікується як останній представник свого виду. Також головний герой розповідає, що брав участь у цій війні і знищив усіх далеків.

## Епізоди
На відміну від класичного «Доктора Хто», кожна серія відродженого серіалу є окремою завершеною розповіддю без поділу на частини. Їх хронометраж складав у середньому 45 хвилин. У сезоні також є історії, що складаються з двох серій, але кожна з них має свою назву.
| Номер взагалі | Номер у сезоні | Назва                                    | Режисер     | Сценарист       | Перший ефір     | Глядачі у Великій Британії (у мільйонах) |
| --- | -------------- | ---------------------------------------- | ----------- | --------------- | --------------- | ---------------------------------------- |
| 157 | 1              | «Роуз» «Rose»                            | Кіт Боук    | Рассел Ті Девіс | 26 березня 2005 | 10,81                                    |
| Лондон, 2005 рік. Роуз Тайлер приходить на роботу в магазин одягу, де на неї нападають манекени. Її рятує таємничий чоловік, який називає себе Доктором. Він підриває будівлю магазину, щоб знищити манекени. Роуз та її хлопець Міккі приїжджають до Клейва — адміністратора сайту-теорії змови про чоловіка, що за описом схожий на Доктора. Клейв знаходить зображення Доктора на фотографіях і картинах різних часів. Тим часом манекен маскується під Міккі, а Доктор каже, що шпигун є прибульцем автоном. Він, разом з Роуз знаходять Свідомість Нестін — створіння, що керує автонами. У цей момент манекени по всьому місті "оживають" і починають вбивати людей. Головним героям вдається зупинити терор манекенів, а Роуз мимоволі погоджується подорожувати з Доктором у TARDIS. |                |                                          |             |                 |                 |                                          |
| 158 | 2              | «Кінець світу» «The End of the World»    | Еврос Лін   | Рассел Ті Девіс | 2 квітня 2005   | 7,97                                     |
| Доктор і Роуз відправляються у п'ятимільярдний рік на космічну станцію «Платформа 1», на якій зібрались багатії з усього Всесвіту, щоб побачити поглинання Сонцем планети Земля, покинутої людством. Один із гостей заходу влаштовує змову проти інших. Він прагне вбити усіх багатіїв на станції, щоб у підсумку отримати прибуток. |                |                                          |             |                 |                 |                                          |
| 159 | 3              | «Невгамовні мерці» «The Unquiet Dead»    | Еврос Лін   | Рассел Ті Девіс | 9 квітня 2005   | 8,86                                     |
| Кардіфф, 1869 рік. У похоронному бюро деякі трупи оживають за допомогою дивного синього газу. Власник бюро і його служниця-ясновидиця Ґвінет викрадають Роуз. Тим часом газові створіння потрапляють на виступ письменника Чарльза Дікенса, який об'єднується з Доктором. У підсумку виявляється, що істоти з'явились з розлому в просторі-часі та хотіли отримати матеріальні тіла, які втратили після Війни Часу. |                |                                          |             |                 |                 |                                          |
| 160a | 4              | «Прибульці в Лондоні» «Aliens of London» | Кіт Боук    | Рассел Ті Девіс | 16 квітня 2005  | 7,63                                     |
| Доктор, прагнучи повернути Роуз додому, випадково плутає години і місяці. Таким чином Роуз повертається після року своєї відсутності. Міккі підозрюють у її вбивстві, а у новинах повідомляють про НЛО, що врізався у Біг-Бен і впало у Темзу. Доктор дізнається, що корабель був запущений з Землі, а на борту була геномодифікована свиня. Прем'єр-міністр Британії не в змозі допомогти, тому в будівлю уряду приїжджають не менш важливі політики. Все це виливається в змову уряду, яку Доктор і його друзі повинні розкрити. |                |                                          |             |                 |                 |                                          |
| 160b | 5              | «Третя світова війна» «World War Three»  | Кіт Боук    | Рассел Ті Девіс | 23 квітня 2005  | 7,98                                     |
| Продовження попередньої серії. Проблема в будівлі британського уряду набуває більших масштабів. Головні члени верхівки влади буди замінені на прибульців, що прагнуть нажити собі статок, використовуючи ресурси Землі. Вони отримують доступ до найпотужнішої земної зброї. Доктор, Роуз і політик Гаррієт Джонс залишаються сам на сам і тільки від них залежить доля людства. |                |                                          |             |                 |                 |                                          |
| 161 | 6              | «Далек» «Dalek»                          | Джо Ехерн   | Роберт Ширман   | 30 квітня 2005  | 8,63                                     |
| Головний герой отримує сигнал SOS із бункера в 2012 році, де знаходяться іншопланетні артефакти. Власник бункера ув'язнює скаліченого "металтрона". Доктор навіть не підозрював, що цим створінням виявиться його давній ворог — далек, що здатен винищити усе живе. |                |                                          |             |                 |                 |                                          |
| 162 | 7              | «Довготривала гра» «The Long Game»       | Браян Грант | Пол Корнелл     | 7 травня 2005   | 8,01                                     |
| Доктор і Роуз прилітають в 200 000 рік, щоби подивитись на велич Четвертої Великої імперії людей. Але щось дивне затримує розвиток людської цивілізації майже на сотню років. Як істинний борець за справедливість і шукач пригод, Доктор вирішує вияснити в чому справа. |                |                                          |             |                 |                 |                                          |
| 163 | 8              | «День батька» «Father's Day»             | Джо Ехерн   | Рассел Ті Девіс | 14 травня 2005  | 8,06                                     |
| Роуз Тайлер розповідає, що її батько давно помер і біля нього тоді нікого не було. Вона просить Доктора показати його загибель. Дівчина розуміє, що нічого не зможе вдіяти, але вона не в змозі побороти емоції та рятує свого батька. Це спричиняє низку часових парадоксів, тому що людина, яка повинна була померти, продовжила жити. Весь час і простір опиняються в небезпеці. |                |                                          |             |                 |                 |                                          |
| 164a | 9              | «Порожня дитина» «The Empty Child»       | Джеймс Хоуз | Стівен Моффат   | 21 травня 2005  | 7,11                                     |
| TARDIS під час подорожі у вихорі часу помічає вантажну капсулу. Шляхом за нею корабель потрапляє в часи Другої світової війни. Тут Доктор знаходить дивних людей-мутантів з протигазами на голові і які постійно промовляють: «Ти моя матуся?». Тим часом Роуз знайомиться з капітаном Джеком Гаркнессом. |                |                                          |             |                 |                 |                                          |
| 164b | 10             | «Доктор танцює» «The Doctor Dances»      | Джеймс Хоуз | Стівен Моффат   | 28 травня 2005  | 6,86                                     |
| Доктор, Роуз і Джек Гаркнесс намагаються врятуватися від людей у протигазах і прибувають на місце аварії вантажної капсули, щоб розібратися з цією проблемою. Роуз також хоче дізнатися більше про Доктора і запитує його, чи вміє він танцювати. |                |                                          |             |                 |                 |                                          |
| 165 | 11             | «Бум у місті» «Boom Town»                | Джо Ахерн   | Рассел Ті Девіс | 4 червня 2005   | 7,68                                     |
| 2006 рік. Доктор прилітає в Кардіфф, щоб здійснити підзарядку TARDIS на місці часо-просторового розлому. Тим часом виявляється, що один із слівінів вижив і продовжує маскуватися під представника влади, аби все-таки здійснити свій план. |                |                                          |             |                 |                 |                                          |
| 166a | 12             | «Злий вовк» «Bad Wolf»                   | Джо Ахерн   | Рассел Ті Девіс | 18 червня 2005  | 6,81                                     |
| 200100 рік. Доктор, разом з Роуз Тайлер і Джеком дивним чином потрапляють на різні реаліті-шоу, де тих, хто програв — вбивають. Самотужки вибравшись із знімальних майданчиків шоу, герої дізнаються, що знову опинилися на «Станції 5» із серії «Довготривала гра». Відтоді проблеми не зникли, набувши набагато більших масштабів. |                |                                          |             |                 |                 |                                          |
| 166b | 13             | «Роздоріжжя» «The Parting of the Ways»   | Джо Ахерн   | Рассел Ті Девіс | 11 червня 2005  | 6,91                                     |
| У підсумку, новими володарями «Станції 5» стали далеки, що повернулись з поля битви Війни Часу. Доктор рятує Роуз, повертаючи її до свого часу. Натомість вона прагне дізнатися значення вислову «Злий вовк», який регулярно з'являвся під час її пригод з Доктором і йде на відчайдушний крок — поглинути вихор часу з консолі TARDIS. |                |                                          |             |                 |                 |                                          |

## Акторський склад

### Основний склад

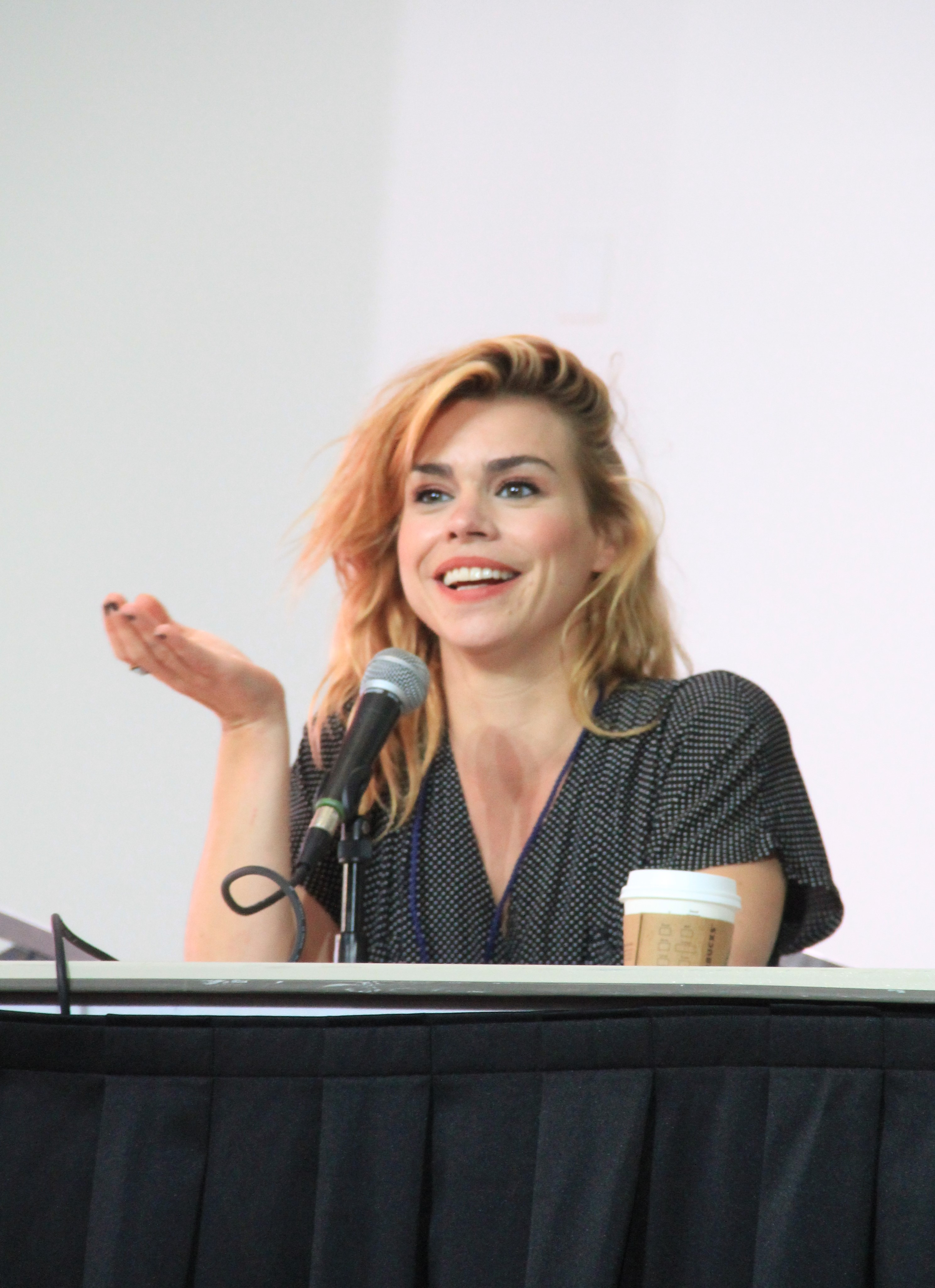
Біллі Пайпер, яка зіграла роль Роуз Тайлер

- Крістофер Екклстон у ролі Дев'ятого Доктора.
- Біллі Пайпер у ролі Роуз Тайлер (постійної супутниці Доктора в цьому сезоні).

- Каміль Кодурі у ролі Джекі Тайлер (мати Роуз).[2]
- Ноель Кларк у ролі Міккі Сміта (хлопець Роуз).[2]
- Джон Барроумен у ролі Джека Гаркнесса.

### Другорядний склад
Чимало відомих на той час акторів і телеведучих Британії з'явилися у різних серіях сезону.
- Марк Бентон у ролі Клайва.[2]
- Зої Вонамейкер у ролі леді Касандри.[3]
- Саймон Келлоу в ролі Чарльза Дікенса.[4]
- Єва Майлз у ролі Ґвінет.[4]
- Пенелопа Вілтон у ролі Гаррієт Джонс.[5]
- Еннет Бедленд у ролі Марґарет Блейн.[5]
- Девід Веррі у ролі Джозефа Ґріна.[5]
- Метт Бейкер у ролі самого себе.[5]
- Ендрю Мерр у ролі самого себе.[5]
- Корі Джонсон у ролі Генрі Ван Штаттена.[6]
- Саймон Пегг у ролі Редактора.[7]
- Анна Максвелл-Мартін у ролі Суюкі.[7]
- Тамсін Ґрейґ у ролі Доглядальниці.[7]
- Шон Дінґвол у ролі Пітера Тайлера (батька Роуз).[8]
- Флоренція Хот у ролі Ненсі.[9]
- Річард Вілсон у ролі доктора Константина.[9]
- Джо Джойнер у ролі Лінди.[10]
- Давіна МакКолл у ролі Давінодроїда (голос).[10]
- Патерсон Джозеф у ролі Родріка.[10]
- Енн Робінсон у ролі Енн-дроїда (голос).[10]
- Трінні Вуделл у ролі Трінні-і (голос).[10]
- Сюзанна Константин у ролі Зу-Зани (голос).[10]

## Виробництво

### Початок розробки
Рассел Ті Девіс впродовж пізніх 1990-х звертався до BBC з проханням відновлення «Доктора Хто». Періоду обговорення ідеї усередині студії він домігся у кінці 1998 та початку 2002 років. Його основною вимогою було оновлення формату серіалу, щоб він був цікавим для аудиторії XXI століття. Таким чином, серії мали хронометраж не 25 хвилин, а 50. Також пригоди Доктора повинні були схожі на період Третього Доктора, коли персонаж в основному знаходився на Землі і працював на організацію UNIT, натомість уникаючи теми Галліфрею і Володарів Часу. Свої ідеї також запропонували Дон Фрідман (серіал у жанрі фентезі), Мет'ю Ґрем (готичний стиль), Марк Ґетісс, Клейтон Гітмен і Ґарет Робертс, що планували зробити оповідь такою, щоб глядач асоціював себе з Доктором, а не його супутниками, як це було раніше.
У серпні 2003 року BBC вдалось вирішити проблеми з авторськими правами, що виникли після спільного з Universal Studios та Fox виробництва фільму «Доктор Хто» 1996 року. Отож Джуді Ґарднер і Расселу Ті Девісу було доручено створити повноцінний сезон проєкту для подальшої трансляції у прайм-тайм суботнього вечора спочатку на основному каналі BBC, а потім і на регіональних. У вересні розпочалося виробництво серіалу, разом з комедійним проєктом «Казанова».
26 вересня 2003 року одразу після виходу анімаційного серіалу «Крик Шалки», приурочений до 40-річчя «Доктора Хто», на прес-релізі BBC було заявлено про його правдиве відродження.
Девіс самостійно створив пітч-презентацію серіалу, замість того, щоби спершу написати сценарій перших серій, що він зазвичай робив. Цього разу Рассел вирішив інакше і детально описав нову концепцію Доктора, його вісімнадцятирічну супутницю Роуз, нову звукову викрутку, далеків, зникнення володарів часу та зосередження на людстві (що не було властиво класичному серіалу, там же сюжет оповідав про прибульців та інші планети). Презентація була затверджена у грудні 2003 року, далі був замовлений сезон з 13 серій, за фінансової підтримки Джуді Ґарднер.
До кінця 2004 року виробництво серіалу було повністю запущене. Рассел Ті Девіс, Джуді Ґарднер і представник BBC Мел Янґ стали виконавчими продюсерами нового «Доктора Хто». Філ Коллінсон виступив продюсером. На посади режисерів були запрошені Кіт Боук, Еврос Лін, Джо Ахерн, Браян Ґрант і Джеймс Гоуз. Рассел Ті Девіс як шоуранер проєкту (виконавчий продюсер і головний сценарист) повинен був контролювати процес виробництва і створювати основний сюжет до всього сезону. На так званих "атмосферних брифінгах" знімальна група обговорювала атмосферу серії, яка описувалась одним словом. Наприклад, для «Порожньої дитини» обрали епітет "романтичний". Слово "Torchwood" (укр. Торчвуд) є анаграмою на "Doctor Who" і спочатку використовувалось як фальшива назва для серій першого сезону. Пізніше слово було введене в сюжет другого сезону, а також ним назвали перший повноцінний телесеріал-відгалуження — «Торчвуд».
Девіс також планував розробити серію-кросовер «Доктора» і серіалу «Зоряний шлях: Ентерпрайз», де за сюжетом TARDIS матеріалізувався на борту NX-01. Ідею обговорили, але через закриття другого серіалу у лютому 2005 року, світ так і не побачив кросовер двох крупних медіафраншиз.

### Написання сценарію
Сценарії для восьми серій першого сезону були створені самим Девісом, інші п'ять відповідно іншими сценаристами. Стівен Моффат написав двосерійну історію, а Марк Ґетіс, Роберт Ширман і Пол Корнелл по одній. Рассел Ті Девіс також запросив у лаври сценаристів свого приятеля Пола Еббота і письменницю Джоан Роулінг, відому серією книг про Гаррі Поттера, але вони відмовилися у зв'язку з зайнятістю. Вибираючи сценаристів Рассел відмовився від усіх, хто працював над класичним серіалом, але сказав, що хотів би попрацювати з Робертом Холмсом, що помер у 1986 році, не завершивши написання «Суду над Володарем Часу».
Редакторами сценарію виступали Елвін Роулендс і Гелен Рейнор. Вони стали першими жінками, що працювали над серіалом на цій посаді. Після завершення першого сезону Елвін Роулендс покинула «Доктора Хто», щоб приєднатися до виробничої групи серіалу «Життя на Марсі». На відміну від тих редакторів, що трудилися над класичним серіалом, вони мали значно менше зобов'язань, тому що деякі справи перейшли до шоуранера. Зокрема, вони більше не повинні були затверджувати сценарій, натомість тільки встановлювали зв'язок між знімальною групою та сценаристами, щоб у підсумку передати готовий варіант шоуранеру для остаточного «полірування». Гелен Рейнор говорила, що дана робота не потребує творчого підходу: «Ти її частина, але вона не є частиною тебе.»
Під керівництвом Рассела Ті Девіса, серіал став більш динамічним, а не таким затягнутим, як класичні серії. Замість того, щоб знімати кілька 25-хвилинних частин, команда створила цілісні 45-хвилинні серії; тільки 3 історії складалися з двох серій. Сюжети серій були слабо зв'язані між собою, тим не менш, у фіналі сезону розкрилася спільна сюжетна лінія всіх серій. Основа цієї концепції була взята з американських телесеріалів, до прикладу «Баффі — переможниця вампірів» та «Таємниці Смолвіля». Також серії плавно переходили одна в одну, одна пригода призводила до появи нової небезпеки. Подібно класичним сьомому і двадцять шостому сезонам, події розгортались на Землі або недалеко від неї.
Серії цього сезону сильно відрізнялись за атмосферою, тому що кожен належав іншому жанрові — псевдоісторична «Невгамовні мерці», фантастичний детектив «Кінець світу», «Далек» у стилі фортеця в облозі, вторгнення прибульців на Землю у «Роуз» та «Прибульці в Лондоні» / «Третя світова війна», натомість у «Порожній дитині» використали хоррор. Творці нового серіалу також звертались до супутньої продукції за «Доктором Хто», звідси серія «Далек» перейняла елементи аудіодрами «Повернення далеків» за авторством Роберта Ширмана, а «День батька» схожа за атмосферою з романами Пола Корнелла. Обоє письменників були запрошені в якості сценаристів відповідних серій. Епізод «Бум у місті» містив відсилання до роману «Монстри всередині», що стало першим зв'язком із книгами за всю історію серіалу. Ця традиція збереглася до сьогодні, що й утворило єдиний всесвіт.

### Зйомки
Основні зйомки сезону розпочалися 18 липня 2004 року у Кардіффі. Весь сезон знімався у південно-східному Уельсі, в основному на території Кардіффа та його околиць. На знімання кожної серії знімальна група витратила приблизно два тижні. Майже одразу у творців серіалу почали з'являтись проблеми зі зйомкою. Деякі сцени потрібно було перезнімати, бо відзнятий матеріал був непридатний для використання. Також костюми слівінів у серіях «Прибульці в Лондоні» / «Третя світова війна» і «Бум у місті» відрізнялися від комп'ютерних моделей, що застосовувались у динамічних сценах. Представники BBC були вимушені їхати до Террі Нейшна, щоб забезпечити появу далеків у серії Роберта Ширмана. Після завершення першого виробничого блоку (який Рассел Ті Девіс описав як "зіткнення з цегляною стіною") зйомки стали значно легшими. Основний знімальний процес завершився 23 березня 2005 року.
| Блок | Епізоди               | Режисер     | Сценарист       | Виробничий код |
| ---- | --------------------- | ----------- | --------------- | -------------- |
| 1    | «Роуз»                | Кіт Боук    | Рассел Ті Девіс | 1.1            |
| 1    | «Прибульці в Лондоні» | Кіт Боук    | Рассел Ті Девіс | 1.4            |
| 1    | «Третя світова війна» | Кіт Боук    | Рассел Ті Девіс | 1.5            |
| 2    | «Кінець світу»        | Еврос Лін   | Рассел Ті Девіс | 1.2            |
| 2    | «Невгамовні мерці»    | Еврос Лін   | Марк Ґетіс      | 1.3            |
| 3    | «Далек»               | Джо Ахерн   | Роберт Ширман   | 1.6            |
| 3    | «День батька»         | Джо Ахерн   | Пол Корнелл     | 1.8            |
| 4    | «Довготривала гра»    | Браян Ґрант | Рассел Ті Девіс | 1.7            |
| 5    | «Порожня дитина»      | Джеймс Хоуз | Стівен Моффат   | 1.9            |
| 5    | «Доктор танцює»       | Джеймс Хоуз | Стівен Моффат   | 1.10           |
| 6    | «Бум у місті»         | Джо Ахерн   | Рассел Ті Девіс | 1.11           |
| 6    | «Злий вовк»           | Джо Ахерн   | Рассел Ті Девіс | 1.12           |
| 6    | «Роздоріжжя»          | Джо Ахерн   | Рассел Ті Девіс | 1.13           |

## Трансляція та сприйняття

### Рейтинги
Показник кількості глядачів «Роуз» у середньому складав 9,9 мільйонів з максимальним значенням у 10,5 мільйонів, відповідно 43,2% і 44,3% від усіх глядачів телеканалу на той час. Сумарний результат (включаючи відеозаписи, переглянуті протягом тижня трансляції) становить 10,81 мільйонів переглядів. Це поставило серію на третє місце за кількістю переглядів програм на BBC One того тижня і на сьоме серед усіх телеканалів компанії BBC. Перша серія привернула найбільшу увагу у всьому сезоні. Натомість передостання серія «Злий вовк» встановила найнижчий показник глядачів (6,81 мільйон). Успіх запуску серіалу привів до того, що 30 березня 2005 року керівник драми BBC Джейн Трантер підтвердила, що поновлений «Доктор Хто» отримає продовження у вигляді різдвяного спецвипуску, а пізніше і другого сезону.
Сезон був добре сприйнятий як критиками, так і шанувальниками, завоювавши вперше в історії серіалу престижну премію BAFTA.

### Номінації і нагороди
| Рік  | Нагорода                                     | Категорія                                                        | Номінант(-и)                       | Результат | Посилання |
| ---- | -------------------------------------------- | ---------------------------------------------------------------- | ---------------------------------- | --------- | --------- |
| 2005 | BBC 2005 TV Moments                          | Золотий момент                                                   | «Доктор танцює»                    | Перемога  | [ 37 ]    |
| 2005 | BBC.co.uk                                    | Найкраща драма                                                   | «Доктор Хто»                       | Перемога  | [ 38 ]    |
| 2005 | BBC.co.uk                                    | Найкращий актор                                                  | Крістофер Екклестон                | Перемога  | [ 39 ]    |
| 2005 | BBC.co.uk                                    | Найкраща акторка                                                 | Біллі Пайпер                       | Перемога  | [ 40 ]    |
| 2005 | BBC.co.uk                                    | Найбільш бажана зірка                                            | Біллі Пайпер                       | Перемога  | [ 41 ]    |
| 2005 | BBC.co.uk                                    | Найкращий вебсайт драми                                          | вебсайт «Доктора Хто»              | Перемога  | [ 42 ]    |
| 2005 | BBC.co.uk                                    | Найулюбленіший момент                                            | "Далек"                            | Перемога  | [ 43 ]    |
| 2005 | BBC.co.uk                                    | Найкращий суперник                                               | Далеки                             | Перемога  | [ 44 ]    |
| 2005 | National Television Awards                   | Найпопулярніша драма                                             | «Доктор Хто»                       | Перемога  | [ 45 ]    |
| 2005 | National Television Awards                   | National Television Awards                                       | Крістофер Екклестон                | Перемога  | [ 45 ]    |
| 2005 | National Television Awards                   | Найпопулярніша акторка                                           | Біллі Пайпер                       | Перемога  | [ 45 ]    |
| 2005 | TV Choice                                    | Найкращий актор                                                  | Крістофер Екклестон                | Перемога  | [ 46 ]    |
| 2005 | TV Quick                                     | Найкращий актор                                                  | Крістофер Екклестон                | Перемога  | [ 46 ]    |
| 2006 | British Academy Television Awards            | Best Drama Series                                                | «Доктор Хто»                       | Перемога  | [ 47 ]    |
| 2006 | British Academy Television Awards            | Pioneer Award                                                    | «Доктор Хто»                       | Перемога  | [ 47 ]    |
| 2006 | BAFTA Craft Awards                           | Автор                                                            | Расселл Ті Девіс                   | Номінація | [ 36 ]    |
| 2006 | BAFTA Craft Awards                           | Продюсер                                                         | Джо Ахеарн                         | Номінація | [ 36 ]    |
| 2006 | BAFTA Craft Awards                           | Проривний талант                                                 | Едвард Томас                       | Номінація | [ 36 ]    |
| 2006 | BAFTA Cymru                                  | Найкращий драматичний серіал                                     | «Доктор Хто»                       | Перемога  | [ 48 ]    |
| 2006 | BAFTA Cymru                                  | Режисер драми                                                    | Джеймс Хоуз                        | Перемога  | [ 48 ]    |
| 2006 | BAFTA Cymru                                  | Найкраща робота костюмера, гримера та оператора                  | «Доктор Хто»                       | Перемога  | [ 48 ]    |
| 2006 | Broadcast Magazine                           | Нагорода за найкращу драму                                       | «Доктор Хто»                       | Перемога  | [ 49 ]    |
| 2006 | Broadcasting Press Guild                     | Найкраща драма                                                   | «Доктор Хто»                       | Номінація | [ 50 ]    |
| 2006 | Broadcasting Press Guild                     | Найкращий актор                                                  | Крістофер Екклестон                | Номінація | [ 50 ]    |
| 2006 | Broadcasting Press Guild                     | Найкраща актриса                                                 | Біллі Пайпер                       | Номінація | [ 50 ]    |
| 2006 | Broadcasting Press Guild                     | Найкращий сценарист                                              | Расселл Ті Девіс                   | Номінація | [ 50 ]    |
| 2006 | Премія Денніс Поттер                         | Видатний сценарій для телебачення                                | Расселл Ті Девіт                   | Перемога  | [ 47 ]    |
| 2006 | Премія Г'юго                                 | Премія «Г'юго» за найкращу драматичну постановку (коротка форма) | "Далек"                            | Номінація | [ 51 ]    |
| 2006 | Премія Г'юго                                 | Премія «Г'юго» за найкращу драматичну постановку (коротка форма) | "День батька"                      | Номінація | [ 51 ]    |
| 2006 | Премія Г'юго                                 | Премія «Г'юго» за найкращу драматичну постановку (коротка форма) | "Порожня дитина" / "Доктор танцює" | Перемога  | [ 52 ]    |
| 2006 | Нагорода Королівської телевізійної спільноти | Найкращий драматичний серіал                                     | «Доктор Хто»                       | Номінація | [ 53 ]    |
| 2006 | Нагорода Сіан Філіпс                         | Видатний внесок до мережевого телебачення                        | Расселл Ті Девіс                   | Перемога  | [ 54 ]    |
| 2006 | South Bank Show                              | Видатна премія для молодого британського таланту                 | Біллі Пайпер                       | Перемога  | [ 55 ]    |

## Саундтрек
Музичний супровід цього й наступного сезонів та спецвипуску «Наречена-утікачка» написаний композитором Мюрреєм Ґолдом. Разом він був випущений лейблом від Silva Screen Records 4 грудня 2006 року.
Тема, що звучить під час титрів на початку кожної серії, створена на основі класичної теми 1963 року, але з додаванням духових, струнних і ударних інструментів, а також звуків матеріалізації TARDIS і пострілів далеків. В офіційний саундтрек увійшло дві версії цього твору — звичайна 44-секундна з початку серій і розширена, де доданий міддл-ейт (мелодійна вставка довжиною 8 тактів). Мюррей говорив, що на створення свого аранжування мелодії його надихнули візуальні елементи серіалу, які йому показали. Довшу версію вступної мелодії часто плутають з тією, що звучить при кінцевих титрах, хоча насправді це два окремі самостійні музичні твори.